# Coniopteryx loipetsederi
Coniopteryx loipetsederi là một loài côn trùng trong họ Coniopterygidae thuộc bộ Neuroptera. Loài này được H. Aspöck miêu tả năm 1963.